# マルガレーテ・コズーフ
マルガレーテ・アンナ・コズーフ（Margareta Anna Kozuch、 女子、1986年10月30日 - ）は、ハンブルク出身のドイツのバレーボール選手、ビーチバレー選手。元インドアドイツ代表。両親はポーランド人だが生まれ育ったドイツの代表として戦う事を決めた。

## 来歴
2005年にドイツ代表に選出され、2006年世界選手権に出場。2007-2008シーズンにイタリア・セリエAのサッスオーロに移籍した。
2008年からドイツ代表のオポジットのポジションを任され、2009年ワールドグランプリでは、卓越したバックアタック能力と強いサーブでチームを７年ぶりのメダルへと導いた。2009年欧州選手権ではベストスコアラー賞を獲得した。また、2010年ワールドグランプリでは、予選が終わった時点でベストスコアラーだったものの、決勝ラウンドに進めずベストスコアラーの座を逃した。同年の世界選手権に出場し、7位入賞を果たした。
2011年より代表チームで主将を務め、9月に開催されたヨーロッパ選手権で銀メダルを獲得した。自身もベストスパイカー賞を受賞した。同年11月のワールドカップではアンジェリーナ・グリューンとともに攻撃の両輪を担い6位に入った。ヨーロッパ選手権で2大会連続で銀メダルを獲得した。2014年のモントルーバレーマスターズで初優勝に大きく貢献し、自身もMVPに選ばれた。また、同年9-10月の世界選手権で3大会連続出場した。
イタリアのセリエA1のアシステル・ノヴァーラに所属した際は、中田久美がアシスタントコーチを務めていた。その後、ロシア、ポーランド、アゼルバイジャンなどのクラブチームを経て、2015年にイタリアセリエAのカザルマッジョーレに移籍し、2015/16シーズンの欧州チャンピオンズリーグで金メダルを獲得し、自身もベストオポジット賞を受賞した。
ドイツのビーチバレー選手であるKarla Borgerから勧誘され、ビーチバレーに転向。2018年1月にハーグで開催されたビーチバレー・ワールドツアーDela Beach Openで初優勝を飾った。

## 球歴
- 世界選手権 - 2006年、2010年、2014年
- ワールドカップ - 2011年（6位）
- ワールドグランプリ - 2008年、2009年、2010年、2011年、2012年、2013年、2014年、2015年
- 欧州選手権 - 2007年（6位）、2009年（4位）、2011年（準優勝）、2013年（準優勝）、2015年

## 受賞歴
- 2009年 - ヨーロッパ選手権　ベストスコアラー賞
- 2011年 - ヨーロッパ選手権　ベストスパイカー賞
- 2013年 - ヨーロッパリーグ　ベストスコアラー賞、ベストスパイカー賞
- 2014年 - モントルーバレーマスターズ　MVP
- 2016年 - 2015–16 CEV Women's Champions League ベストオポジット賞

## 所属クラブ
- TuS Berne （2000-2001年）
- CVJM Hamburg （2001-2003年）
- TV Fischbek / NA. Hamburg （2003-2007年）
- Unicom Starker Kerakoll Sassuolo （2007-2008年）
- アシステル・ノヴァーラ （2008-2010年）
- ザレチエ・オジンツォボ （2010-2011年）
- アトム・トレフル・ソポト（2011-2012年）
- FVブスト・アルシーツィオ（2012-2013年）
- アゼリョル・バクー（2013-2014年)
- 上海（2014-2015年）
- River Volley Piacenza（2015年）
- カザルマッジョーレ（2015-2016年）